# Крис Евърт
Крис Евърт (на английски: Christine Marie „Chris“ Evert) е бивша американска тенисистка (водачка в световната ранглиста за жени) и спортна функционерка.

## Биография
Родена е в семейство на тенисисти във Форт Лодърдейл, Флорида, САЩ на 21 декември 1954 г. Баща ѝ Джими Евърт е професионален треньор по тенис. Майка ѝ Колет е състезателка на клубно ниво. Сестра ѝ Джейн също е професионална тенисистка. Брат ѝ постъпва в университета в Алабама с пълна спортна стипендия.
Крис започва да тренира на 5-годишна възраст, става професионалистка на 18 години.
Крис Евърт заедно с брат си Джон и баща си, както и компанията IMG, през 1996 г. откриват „Тенис академия Евърт“ в Бока Рейтън, Флорида, САЩ.
В продължение на 9 години е председател на Женската тенис асоциация.
През 1995 г. е включена в Международната тенис зала на славата.

## Личен живот
Крис Евърт е имала връзки с редица известни личности – тенисиста Джими Конърс (двамата дори се сгодяват, но след няколко месеца отменят сватбата), синът на президента Джералд Форд Джак Форд, актьора Бърт Рейнолдс, музиканта Адам Фейт). 
През 1979 г. Крис Евърт се омъжва за британския тенисист Джон Лойд и променя фамилията си на Евърт-Лойд. Развеждат се през 1987 г.
През 1988 г. се омъжва за олимпийския шампион по ски Анди Мил с когото имат трима сина (Александър-Джеймс, Никлъс-Джоузеф и Колтън-Джек). Двамата се развеждат през 2006 г.
През 2007 г. в пресата се появява информация за връзка с австралийския голфър Грег Норман. През юни 2008 г. двамата се женят на остров Парадайс (Бахамски острови).

## Успехи

### Победи в турнири отГолемия шлем(18)
| Година | Турнир                              | Съперник            | Резултат               |
| 1974   | Ролан Гарос                         | Олга Морозова       | 6 – 1, 6 – 2           |
| 1974   | Уимбълдън                           | Олга Морозова       | 6 – 0, 6 – 4           |
| 1975   | Ролан Гарос (2)                     | Мартина Навратилова | 2 – 6, 6 – 2, 6 – 1    |
| 1975   | Открито първенство на САЩ           | Ивон Гулагонг       | 5 – 7, 6 – 4, 6 – 2    |
| 1976   | Уимбълдън (2)                       | Ивон Гулагонг       | 6 – 3, 4 – 6, 8 – 6    |
| 1976   | Открито първенство на САЩ (2)       | Ивон Гулагонг       | 6 – 3, 6 – 0           |
| 1977   | Открито първенство на САЩ (3)       | Уенди Търнбул       | 7 – 6(0), 6 – 2        |
| 1978   | Открито първенство на САЩ (4)       | Пам Шрайвър         | 7 – 5, 6 – 4           |
| 1979   | Ролан Гарос (3)                     | Уенди Търнбул       | 6 – 2, 6 – 0           |
| 1980   | Ролан Гарос (4)                     | Вирджиния Рузичи    | 6 – 0, 6 – 3           |
| 1980   | Открито първенство на САЩ (5)       | Хана Мандликова     | 5 – 7, 6 – 1, 6 – 1    |
| 1981   | Уимбълдън (3)                       | Хана Мандликова     | 6 – 2, 6 – 2           |
| 1982   | Открито първенство на САЩ (6)       | Хана Мандликова     | 6 – 3, 6 – 1           |
| 1982   | Открито първенство на Австралия     | Мартина Навратилова | 6 – 3, 2 – 6, 6 – 3    |
| 1983   | Ролан Гарос (5)                     | Мима Яушовец        | 6 – 1, 6 – 2           |
| 1984   | Открито първенство на Австралия (2) | Хелена Сукова       | 6 – 7(4), 6 – 1, 6 – 3 |
| 1985   | Ролан Гарос (6)                     | Мартина Навратилова | 6 – 3, 6 – 7(4), 7 – 5 |
| 1986   | Ролан Гарос (7)                     | Мартина Навратилова | 2 – 6, 6 – 3, 6 – 3    |

### Загубени финали в турнири отГолемия шлем(16)
| Година | Турнир                          | Съперник            | Резултат                  |
| 1973   | Ролан Гарос                     | Маргарет Смит Корт  | 7 – 6(5), 6 – 7(6), 4 – 6 |
| 1973   | Уимбълдън                       | Били Джийн Кинг     | 0 – 6, 5 – 7              |
| 1974   | Открито първенство на Австралия | Ивон Гулагонг       | 6 – 7(0), 6 – 4, 0 – 6    |
| 1978   | Уимбълдън                       | Мартина Навратилова | 6 – 2, 4 – 6, 5 – 7       |
| 1979   | Уимбълдън                       | Мартина Навратилова | 4 – 6, 4 – 6              |
| 1979   | Открито първенство на САЩ       | Трейси Остин        | 4 – 6, 3 – 6              |
| 1980   | Уимбълдън                       | Ивон Гулагонг       | 1 – 6, 6 – 7(4)           |
| 1981   | Открито първенство на Австралия | Мартина Навратилова | 7 – 6(4), 4 – 6, 5 – 7    |
| 1982   | Уимбълдън                       | Мартина Навратилова | 1 – 6, 6 – 3, 2 – 6       |
| 1983   | Открито първенство на САЩ       | Мартина Навратилова | 1 – 6, 3 – 6              |
| 1984   | Ролан Гарос                     | Мартина Навратилова | 3 – 6, 1 – 6              |
| 1984   | Уимбълдън                       | Мартина Навратилова | 6 – 7(5), 2 – 6           |
| 1984   | Открито първенство на САЩ       | Мартина Навратилова | 6 – 4, 4 – 6, 4 – 6       |
| 1985   | Уимбълдън                       | Мартина Навратилова | 6 – 4, 3 – 6, 2 – 6       |
| 1985   | Открито първенство на Австралия | Мартина Навратилова | 2 – 6, 6 – 4, 2 – 6       |
| 1988   | Открито първенство на Австралия | Щефи Граф           | 1 – 6, 6 – 7(3)           |

### Титли на двойки в турнири отГолемия шлем(3)
| Година | Турнир      | Партньор            | Съперници                  | Резултат            |
| 1974   | Ролан Гарос | Олга Морозова       | Гейл Шанфро Катя Ебингхаус | 6 – 4, 2 – 6, 6 – 1 |
| 1975   | Ролан Гарос | Мартина Навратилова | Джули Антъни Олга Морозова | 6 – 3, 6 – 2        |
| 1976   | Уимбълдън   | Тери Холидей        | Били Джийн Кинг Бети Стоув | 6 – 1, 3 – 6, 7 – 5 |

### Загубени финали на двойки в турнири отГолемия шлем(1)
| Година | Турнир                          | Партньор      | Съперници                       | Резултат     |
| 1988   | Открито първенство на Австралия | Уенди Търнбул | Мартина Навратилова Пам Шрайвър | 0 – 6, 5 – 7 |

### Загубени финали на смесени двойки в турнири отГолемия шлем(1)
| Година | Турнир                    | Партньор     | Съперници                  | Резултат     |
| 1974   | Открито първенство на САЩ | Джими Конърс | Джеф Мастърс Пам Тийгардън | 1 – 6, 5 – 7 |

### Отборни титли (8)
| Година | Турнир               | Съотборници                                                      | Съперници                                                  | Резултат |
| 1977   | Ийстбърн, Фед Къп    | Били Джийн Кинг, Розмари Касалс, Вики Бернер (к)                 | Уенди Търнбул, Даян Фромхолц, Кери Райд, Нийл Фрейзър (к)  | 2 – 1    |
| 1978   | Мелбърн, Фед Къп     | Били Джийн Кинг, Трейси Остин, Вики Бернер (к)                   | Уенди Търнбул, Кери Райд, Нийл Фрейзър (к)                 | 2 – 1    |
| 1979   | Мадрид, Фед Къп      | Били Джийн Кинг, Розмари Касалс, Трейси Остин, Вики Бернер (к)   | Уенди Търнбул, Даян Фромхолц, Кери Райд, Мери Хотън (к)    | 3 – 0    |
| 1980   | Берлин, Фед Къп      | Розмари Касалс, Трейси Остин, Кати Джордан, Вики Бернер (к)      | Уенди Търнбул, Сюзан Лео, Даян Фромхолц, Мери Хотън (к)    | 3 – 0    |
| 1981   | Токио, Фед Къп       | Розмари Касалс, Кати Джордан, Андреа Ягер, Крис Евърт (к)        | Сю Баркър, Вирджиния Уейд, Сю Мапин (к)                    | 3 – 0    |
| 1982   | Санта Клара, Фед Къп | Мартина Навратилова, Крис Евърт (к)                              | Клаудия Коде-Килш, Бетина Бунге, Клаус Хофзас (к)          | 3 – 0    |
| 1986   | Прага, Фед Къп       | Мартина Навратилова, Пам Шрайвър, Марти Райсен (к)               | Хана Мандликова, Хелена Сукова, Иржи Медонос (к)           | 3 – 0    |
| 1989   | Токио, Фед Къп       | Мартина Навратилова, Пам Шрайвър, Зина Гарисън, Марти Райсен (к) | Кончита Мартинес, Аранча Санчес-Викарио, Хуан Алварино (к) | 3 – 0    |

### Загубени финали на отборни първенства (1)
| Година | Турнир            | Съотборници                   | Съперници                                      | Резултат |
| 1987   | Ванкувър, Фед Къп | Пам Шрайвър, Марти Райсен (к) | Щефи Граф, Клаудия Коде-Килш, Клаус Хофзас (к) | 1 – 2    |